# Armes
Armes är en kommun i departementet Nièvre i regionen Bourgogne-Franche-Comté i de centrala delarna av Frankrike. Kommunen ligger i kantonen Clamecy som tillhör arrondissementet Clamecy. År 2022 hade Armes 272 invånare.

## Befolkningsutveckling
Antalet invånare i kommunen Armes
| Referens: INSEE |